# Barão de Mesquita (Portugal)
Barão de Mesquita é um título nobiliárquico português criado por D. Maria II de Portugal por carta de 17 de janeiro de 1848, a favor de Miguel Correia de Mesquita Pimentel.
Titulares
1. Miguel Correia de Mesquita Pimentel (1772-1860);
2. Miguel Correia de Mesquita Pimentel (1827-?) - filho o anterior.